# Gamma Microscopii
Gamma Microscopii (39 Microscopii) é uma estrela na direção da constelação de Microscopium. Possui uma ascensão reta de 21h 01m 17.46s e uma declinação de −32° 15′ 28.0″. Sua magnitude aparente é igual a 4.67. Considerando sua distância de 223 anos-luz em relação à Terra, sua magnitude absoluta é igual a 0.49. Pertence à classe espectral G8III.